# 17-es villamos (München)
A müncheni 17-es jelzésű villamos az Amalienburgstraße és a Schwanseestraße között közlekedik.

## Útvonala
| Schwanseestraße felé | Amalienburgstraße felé |
| --- | --- |
| Amalienburgstraße - Menzinger Straße - Notburgastraße - Romanplatz - Arnulfstraße - Bahnhofplatz - Bayerstraße - Karlsplatz - Sonnenstraße - Blumenstraße - Müllerstraße - Fraunhoferstraße - Reichenbackbrücke - Ohlmüllerstraße - Am Nockherberg - Sankt-Bonifatius-Straße - Sankt-Martins-Platz - Eintrachtstraße - Schlierseestraße - Schwanseestraße - Schwanseestraße | Schwanseestraße - Schwanseestraße - Schlierseestraße - Eintrachtstraße - Sankt-Martins-Platz - Sankt-Bonifatius-Straße - Am Nockherberg - Ohlmüllerstraße - Reichenbackbrücke - Fraunhoferstraße - Müllerstraße - Blumenstraße - Sonnenstraße - Karlsplatz - Bayerstraße - Bahnhofplatz - Arnulfstraße - Romanplatz - Notburgastraße - Menzinger Straße - Amalienburgstraße |

## Megállóhelyei
| Menetidő (perc) | Megállóhely                  | Menetidő (perc) | Átszállási kapcsolatok                                    |
| --------------- | ---------------------------- | --------------- | --------------------------------------------------------- |
| 0               | Amalienburgstraße végállomás | 40              | 143 , 162                                                 |
| 2               | Botanischer Garten           | 39              | 143                                                       |
| 3               | Maria-Ward-Straße            | 38              | 51 , 143 , 151                                            |
| 4               | Dall'Armistraße              | 37              | 51 , 151                                                  |
| 6               | Schloss Nymphenburg          | 36              | 51 , 151                                                  |
| 7               | Romanplatz                   | 34              | , 51 , 151                                                |
| 8               | Kriemhildenstraße            | 33              |                                                           |
| 9               | Steubenplatz                 | 32              | 62                                                        |
| 10              | Briefzentrum                 | 31              |                                                           |
| 11              | Burghausener Straße          | 30              |                                                           |
| 13              | Donnersbergerstraße          | 29              | 63                                                        |
| 14              | Marsstraße                   | 27              |                                                           |
| 15              | Deroystraße                  | 26              |                                                           |
| 16              | Hackerbrücke                 | 25              | ,                                                         |
| 17              | Hopfenstraße                 | 24              |                                                           |
| 19              | Hauptbahnhof Nord            | 22              | München Hauptbahnhof , Bayerische Oberlandbahn , 58 , 100 |
| 20              | Hauptbahnhof                 | 21              | München Hauptbahnhof , Bayerische Oberlandbahn , 58 , 100 |
| 22              | Karlsplatz (Stachus)         | 18              | ,                                                         |
| 25              | Sendlinger Tor               | 16              | , 62                                                      |
| 27              | Müllerstraße                 | 13              | ,                                                         |
| 29              | Fraunhoferstraße             | 11              | , 132                                                     |
| 30              | Eduard-Schmid-Straße         | 10              |                                                           |
| 32              | Mariahilfplatz               | 9               | 52                                                        |
| 34              | Ostfriedhof                  | 7               | , X30                                                     |
| 35              | St.-Martins-Platz            | 5               |                                                           |
| 36              | Werinherstraße               | 4               | 54                                                        |
| 38              | Giesing                      | 2               | , 54 , 59 , 139 , 147 , 220                               |
| 39              | Chiemgaustraße               | 1               | 59 , 139 , 147 , 220                                      |
| 40              | Schwanseestraße végállomás   | 0               | 139                                                       |